# Glenorchy
Glenorchy è una città della Tasmania, in Australia; essa si trova 7 chilometri a nord-ovest di Hobart ed è la sede della Città di Glenorchy. Al censimento del 2006 contava 10.060 abitanti.